# 三松駅 (京畿道)
三松駅（サムソンえき）は、大韓民国京畿道高陽市徳陽区三松洞にある、韓国鉄道公社（KORAIL）一山線の駅。駅番号は318。

## 歴史
- 1996年1月30日 - 鉄道庁(当時)一山線の駅として開業。
- 2005年1月1日 - 鉄道庁が韓国鉄道公社(KORAIL)に改組。
- 2006年7月12日 - 暴雨により地下区間の殆どが浸水し、一時営業中止。
- 2017年11月 - 副駅名である農協大入口削除。

## 駅構造
相対式ホーム2面2線を有する地下駅。

### のりば
案内上ののりば番号は設定されていない。
| ホーム | 路線   | 行先                                    |
| ------ | ------ | --------------------------------------- |
| 上り   | 一山線 | 大谷・大化方面                          |
| 下り   | 一山線 | 鍾路3街・高速ターミナル・水西・梧琴方面 |

### 当駅止まり・当駅始発
隣接する紙杻車両基地（紙杻車両事務所）への入庫・出庫の関係で
当駅・三松駅止まり（下り・南行き）あるいは始発（上り・北行き）となる列車もある。

## 利用状況
近年の一日平均利用人員推移は下記のとおり。
| 路線   | 路線     | 2000年 | 2001年 | 2002年 | 2003年 | 2004年 | 2005年 | 2006年 | 2007年 | 2008年 | 2009年 | 出典  |
| ------ | -------- | ------ | ------ | ------ | ------ | ------ | ------ | ------ | ------ | ------ | ------ | ----- |
| 一山線 | 乗車人員 | 963    | 4,983  | 5,246  | 5,853  | 4,614  | 4,951  | 5,293  | 5,307  | 5,208  | 5,509  | [ 1 ] |
| 一山線 | 降車人員 | 777    | 3,737  | 4,848  | 5,117  | 4,236  | 4,641  | 5,022  | 5,010  | 4,968  | 5,191  | [ 1 ] |
| 路線   | 路線     | 2010年 | 2011年 | 2012年 | 2013年 | 2014年 | 2015年 | 2016年 | 2017年 | 2018年 | 2019年 | 出典  |
| 一山線 | 乗車人員 | 6,029  | 6,016  | 5,996  | 8,789  | 11,890 | 11,889 | 13,162 | 15,290 | 16,101 | 17,559 | [ 1 ] |
| 一山線 | 降車人員 | 5,662  | 5,601  | 5,459  | 8,079  | 11,182 | 11,338 | 12,554 | 14,651 | 15,478 | 16,767 | [ 1 ] |
| 路線   | 路線     | 2020年 | 2021年 | 2022年 | 2023年 |        |        |        |        |        |        |       |
| 一山線 | 乗車人員 | 14,441 | 15,287 | 17,743 | 18,578 |        |        |        |        |        |        |       |
| 一山線 | 降車人員 | 13,975 | 15,018 | 17,219 | 17,950 |        |        |        |        |        |        |       |

## 駅周辺
- 三松宅地開発地区
- 神道洞住民センター→駅そばにある三松地区（三松洞）の住民センター（旧洞事務所）
- 高陽高等学校
- ダイソー高陽三松店（駅前）
- 高陽消防署神道119安全センター
- 高陽警察署神道派出所
- 農協ハナロクラブ三松店（駅から南へ約600m・農協の大型スーパー）
- スターフィルド高陽
- 三松テクノバレー
- 韓国地域暖房公社三松支社→周辺地域の電力も供給
- 津寛車庫地（ソウル市内バス車庫・LPGガス充填拠点）
- ロッテスーパー高陽三松2店
- ロッテスーパー高陽三松店→ロッテスーパーの三松地区の拠点店（三松開発地区北部の新院地区にあり）。ネットスーパー利用時はここから配送
- ロッテスーパー高陽東山店
- Eマートエブリデイ高陽三松2店
- Eマートエブリデイ高陽三松店（三松開発地区北部の新院地区にあり）
- 韓国流通三松店
- 三松初等学校→三松地区の宅地開発に伴い、三松駅北側にあった校舎を約1.3km西の宅地開発地区内団地隣接地域に移転・開校
- 高陽中学校
- 三松東遠ロイヤルデュークアパート（17団地)
- 三松　I PARK2次アパート（20団地）
- 三松ヒューマンシア16団地アパート
- 三松ホバンベルディウムアパート（22団地）
- 国民銀行三松支店
- ウリィ銀行三松支店
- 高陽ヌリセマウル金庫本店
- 韓国企業銀行三松テクノバレー支店
- 高陽東山高等学校
- 高陽東山初等学校
- セソルロ公園
- 徳寿公園
- 高陽市立三松図書館
- 公務員住宅
- 三松市場→駅前の商圏を示すが三松地区の開発途中で駅付近に小規模で点在していることから市場とは現状言いがたい状態である
- 紙杻車両事務所
- 昌陵洞住民センター
- 昌陵川

【新駅・元興駅開業で元興駅が最寄駅となった所】※但しバスなどのアクセスは三松駅からの方が便利な場合あり
- 韓国馬事会元堂種馬牧場
- 農協大学校→距離的には隣接の新駅・元興駅からのほうが近くなったが、三松駅の副駅名には今だ農協大学校の文字が残る。
- 高陽市農業技術センター
- 西三陵

## 隣の駅
韓国鉄道公社
 一山線
元堂駅 (317) - 三松駅 (318) - 紙杻駅 (319)